# Harris Tweed
El Tejido Harris (en inglés: Harris Tweed), es una marca británica hecha cien por ciento de pura lana virgen teñida e hilada que tiene una denominación de origen protegida.

## Historia
Empezó su andadura en 1909 y es considerada como la marca de certificación más antigua de Gran Bretaña.
Confeccionado en lana y de tacto áspero, el tejido Harris resulta un tejido de lo más cálido y resistente. Para que pueda llevar la etiqueta de calidad de Harris tiene que haberse tejido con lana autóctona a mano y en las zonas concretas de: Isla de Lewis y Harris, Uist o Barra. Los isleños en sus hogares en las hébridas exteriores de Escocia obtiene el tejido Harris girando juntas varias hebras de lana de diferentes colores en un hilo de dos o tres capas.
El tejido Harris se puede encontrar actualmente cualquier color porque Harris Tweed Authority (HTA) usa tintes artificiales.
Como características el tejido Harris cuesta 5 veces más que el tweed normal, no se filtra, cuando llueve y ante el calor el material de se afloja.
Es un tejido protegido por su propia Ley del Parlamento, aprobada en Westminster en 1993 y tien un escudo de armas fue concedido por Lord Lyon en 2016. Para ser elegibles con la denominación Harris Tweed deben tener características adicionales conforme a la normativa vigente y lo dispuesto en el anexo 1 de la Ley de 19.381.
La directora del Harris Tweed Authority es Lorna Macaulay.

## Marcas
Entre los molinos y tejedores independientes, avalados por la Harris Tweed Authority se encuentran: 
| - Harries Tweed Herides. - Harries Tweed Kenneth Mackenzie Ltd. - Harris Tweed Carloway Mill. - A Harris Tweed Weaver. - Adabrock Weaving Company - Borrisdale Tweed - Butt of Lewis Textiles - Christina’s Harris Tweed - Donald Macdonald - Handmade by Heather Isle of Harris | - Handwoven Tartans and Tweeds - Isle of Harris Tweed - Lil Shop of Harris Tweed - Luskentyre Harris Tweed Company - Scalpay Harris Tweed - Seaforth Harris Tweed - Shawbost Weavers - Taobh Tuath Tweeds - Westend Cottage Tweeds - Western Isles Designs |

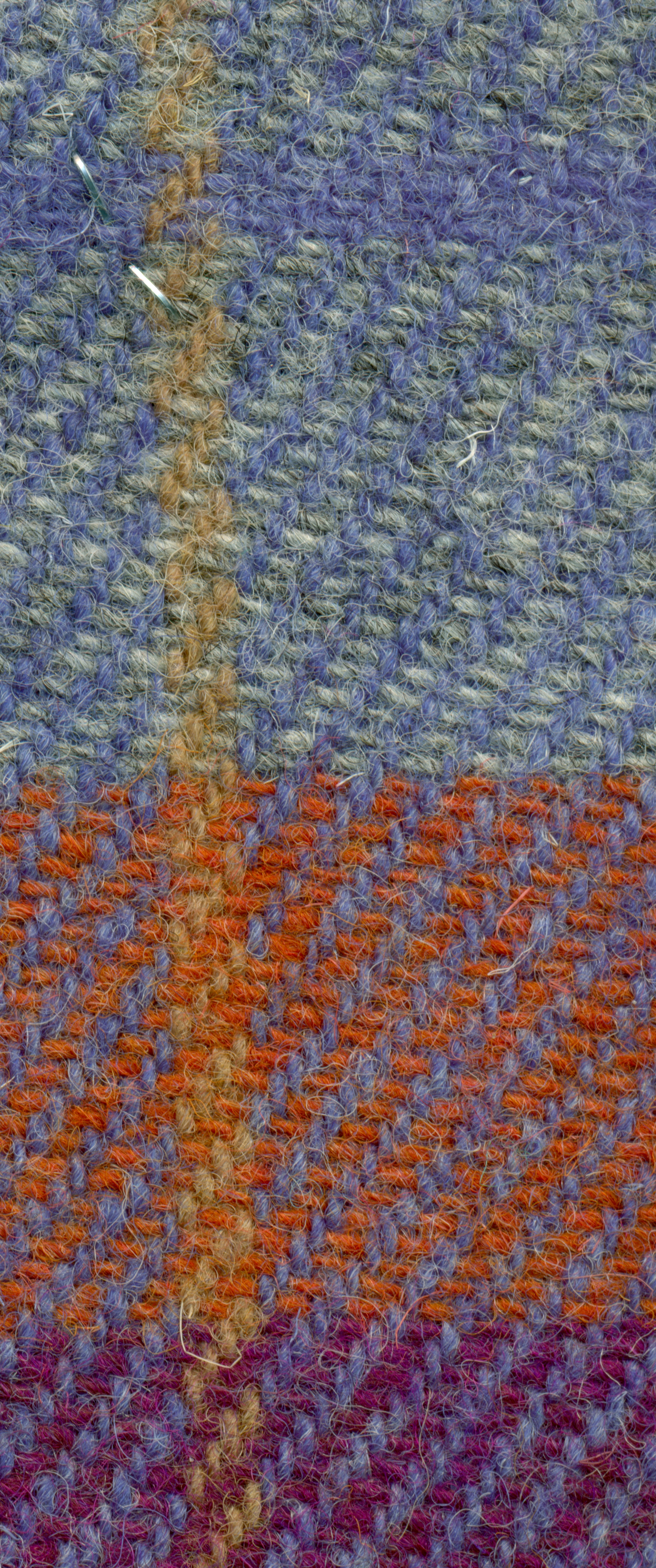
Tejido patrón de cuadro
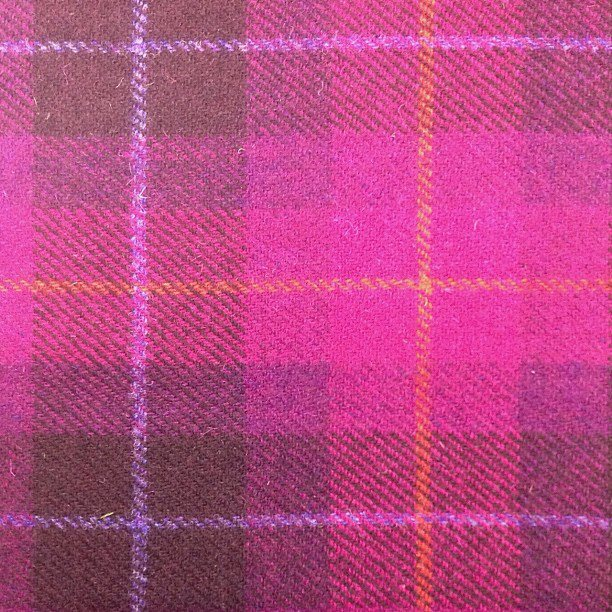
Tejido cuadros fucsia.
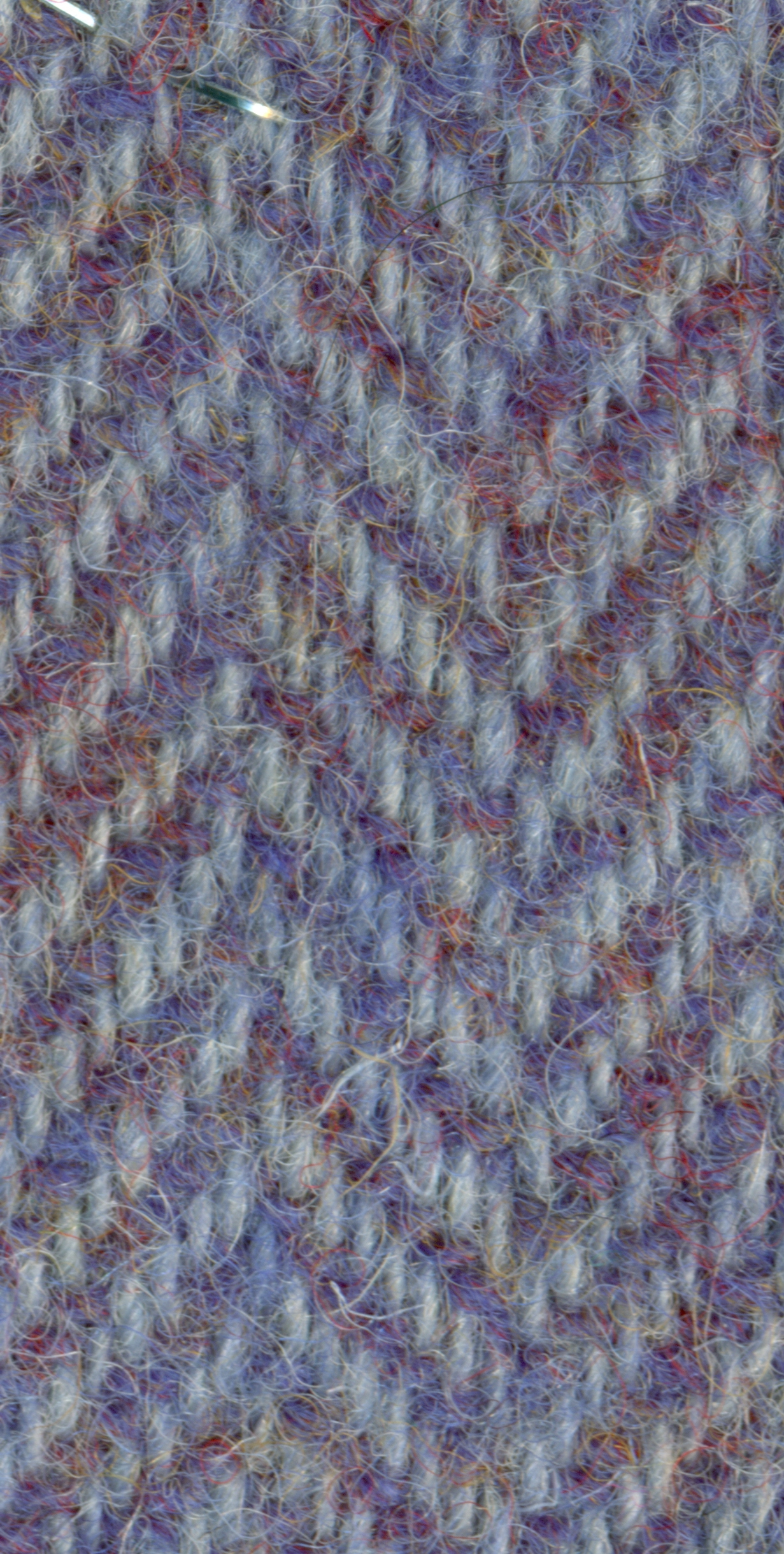
Tejido patrón de espiga
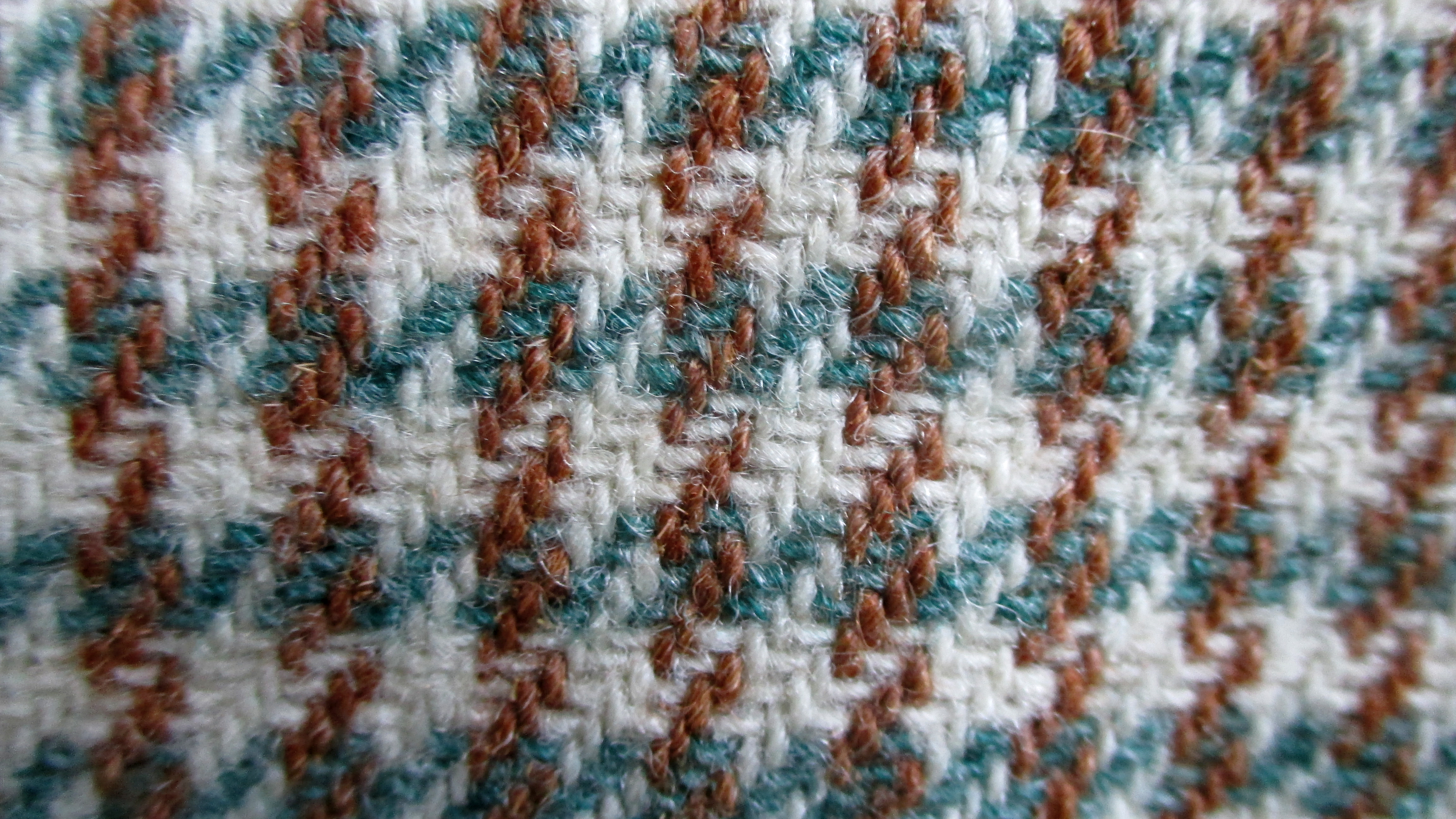
Tejido Harris